# Sant Andreu de Vandellós
Sant Andreu de Vandellós és una església barroca de Vandellòs i l'Hospitalet de l'Infant (Baix Camp) inclosa a l'Inventari del Patrimoni Arquitectònic de Catalunya.

## Descripció
Església barroca força ben conservada. Edifici de paredat i carreu, d'una nau amb capelles laterals comunicades. Nau amb volta de canó amb llunetes; capelles amb volta d'aresta; creuer amb cúpula.

## Història
Església que havia estat sufragània de la parròquia de Tivissa, esmentada ja el 1350. L'edifici actual fou començat el 1773. Adquirí la categoria de parròquia independent el 1786.